# Alegeri locale în Chișinău, 2003
Alegerile locale din Chișinău din anul 2003 au fost cea de-a doua campanie de alegere a primarului municipiului Chișinău. În primul tur (25 mai)  nici unul din candidații nu a acumulat 50% din voturi, de aceea pe 8 iunie a fost organizat turul doi, în care au participat Serafim Urechean și Vasile Zgardan, candidații care au obținut cel mai mare număr de voturi în turul întâi. În calitate de primar a fost reales Serafim Urechean.

## Rezultate

### Rezultatele alegerilor primarului general al municipiului Chișinău
| Concurenți electorali                                     | Concurenți electorali                                     | Partid                                                    | Turul I | Turul I | Turul II | Turul II |
| Concurenți electorali                                     | Concurenți electorali                                     | Partid                                                    | Voturi  | %       | Voturi   | %        |
| --------------------------------------------------------- | --------------------------------------------------------- | --------------------------------------------------------- | ------- | ------- | -------- | -------- |
|                                                           | Serafim Urechean                                          | candidat independent                                      | 110.817 | 44,50%  | 140.692  | 53,91%   |
|                                                           | Vasile Zgardan                                            | Partidul Comuniștilor din Republica Moldova               | 101.370 | 40,71%  | 120.261  | 46,09%   |
|                                                           | Vlad Cubreacov                                            | Partidul Popular Creștin Democrat                         | 19.901  | 7,99%   | —        | —        |
|                                                           | Viorel Țopa                                               | Blocul electoral „PSD-PSL”                                | 7.809   | 3,14%   | —        | —        |
|                                                           | Valerii Klimenco                                          | Mișcarea Republicană „Ravnopravie”                        | 4.478   | 1,80%   | —        | —        |
|                                                           | Mihai Severovan                                           | candidat independent                                      | 3.158   | 1,27%   | —        | —        |
|                                                           | Mihai Petrache                                            | Uniunea Centristă din Moldova                             | 1.012   | 0,41%   | —        | —        |
|                                                           | Valeriu Efremov                                           | Partidul Republican din Moldova                           | 485     | 0,19%   | —        | —        |
| Rata de participare (45.44%, Turul I), (46.56%, Turul II) | Rata de participare (45.44%, Turul I), (46.56%, Turul II) | Rata de participare (45.44%, Turul I), (46.56%, Turul II) | 249.030 | 100,00% | 260.953  | 100,00%  |
| Sursa: alegeri.md                                         |                                                           |                                                           |         |         |          |          |

| Partide și coaliții          | Partide și coaliții                                        | Voturi  | %       | Mandate |
| ---------------------------- | ---------------------------------------------------------- | ------- | ------- | ------- |
|                              | Partidul Comuniștilor din Republica Moldova                | 105.700 | 43,91%  | 25      |
|                              | Blocul electoral „Alianța Social-Liberală Moldova Noastră” | 60.152  | 24,99%  | 14      |
|                              | Partidul Popular Creștin Democrat                          | 35.567  | 14,78%  | 8       |
|                              | Mișcarea Republicană „Ravnopravie”                         | 7.458   | 3,10%   | 1       |
|                              | Blocul electoral „PSD-PSL”                                 | 7.187   | 2,99%   | 1       |
|                              | Partidul Democrat din Moldova                              | 6.942   | 2,88%   | 1       |
|                              | Mihai Severovan                                            | 5.172   | 2,15%   | 1       |
|                              | Alți concurenți electorali                                 | 12.517  | 5,20%   | —       |
| Rata de participare (45.43%) | Rata de participare (45.43%)                               | 240.695 | 100,00% | 51      |
| Sursa: alegeri.md            |                                                            |         |         |         |